# 王偉 (海軍)
王伟（1968年4月6日—2001年4月1日），男，浙江湖州人，中国人民解放军海军航空兵飞行员，海空卫士、一级英雄模范，因與美軍偵察機撞機後跳傘墮海失蹤，搜救无果後被宣告死亡並追授革命烈士。

## 生平
1983年7月，王伟毕业于湖州第三中学。1983年9月至1985年7月，在湖州第三中学读高中。1985年9月至1986年7月，在湖州第四中学职高电子班学习。1986年考取空军飞行学校。后在中国人民解放军海军航空兵某部飞行中队隊长，在2001年4月1日驾驶编号为81192的歼-8戰鬥機执行对美國海军EP-3侦察机监视跟踪任务時，与美軍偵察机相撞，其战鬥机坠海。王伟撞击后跳伞。事件发生后，中国大陆政府出动近10万名军民持续搜救14天，但最終無果並宣告王伟死亡。

## 纪念
確認王伟殉職后，解放军海军党委追誉其为革命烈士。至今，中國大陆社會上依然有紀念和缅怀王伟的活動。2001年4月24日，中央军委在北京举行大会，授予王伟“海空卫士”荣誉称号和“一级英雄模范”奖章。王伟墓位于杭州市北郊半山的安贤陵园，2002年落成。此外位于浙江省湖州市开发区凤凰公园广场，上修建王伟雕像，花岗岩材质。2019年，王伟被授予“最美奋斗者”个人称号。
北京市八一学校附属玉泉中学自2019年起和贵州贵阳市多所学校在2022年起逐渐开设的面向航空方向培养人才的航空国防班（与中国教育发展基金会、北京飞行者航空航天科普促进中心合作开办），均以“王伟英雄班”命名，以此纪念王伟。

## 家庭

### 夫人
- 阮国琴，2001年特招入伍，按照海军有关规定，被授王伟生前同等的少校军衔並特调入海军某部從事财务工作[9]。

### 儿子
- 王子，中国人民解放军海军工程大学毕业，现在海军某部基层部队工作[10]。

## 相关
- 中国人民解放军海军航空兵
- 中美撞机事件